# Дичев, Иван Дмитриевич
Иван Дмитриевич Дичев (1897, с. Новосёлки, Рязанская губерния — 28 декабря 1937) — советский партийный и государственный деятель, председатель Рязанского и Брянского губисполкомов.

## Биография
Родился в крестьянской семье. Образование — начальное. С 1909 по 1918 работал по профессии «пищевик».
Член РКП(б) с октября 1918 г. В 1919—1920 гг. — председатель Волынского районного комитета РКП(б) (Рязанская губерния). В 1921 г. — ответственный секретарь Рязанского уездного комитета РКП(б). С 1921 по апрель 1922 гг. — председатель исполнительного комитета Раненбургского уездного Совета (Рязанская губерния).
В апреле-июле 1922 г. — председатель исполнительного комитета Рязанского губернского Совета. В 1922—1923 гг. — заведующий Рязанским губернским отделом коммунального хозяйства. С 1923 по 1926 гг. — заведующий финансовым отделом Брянской губернии. В 1926 г. — участник паритетной комиссии от РСФСР по передаче трех уездов Гомельской губернии в состав Брянской.
С июля 1926 по 1929 г. — председатель исполнительного комитета Брянского губернского Совета. На XIII Всероссийском съезде Советов рабочих, крестьянских, казачьих и красноармейских депутатов (10-16.04.1927) избран членом ВЦИК.
С 24.09.1929 по 17.10.1930 гг. — председатель плановой комиссии исполкомов Московского областного совета и Московского совета депутатов. Делегат 16 съезда ВКП(б).
В 1934—1937 гг. — заведующий Челябинским областным финансовым отделом.
В октябре 1937 г. был арестован, 28 декабря 1937 г. приговорен к высшей мере наказания и в тот же день расстрелян.